# Gura Humorului

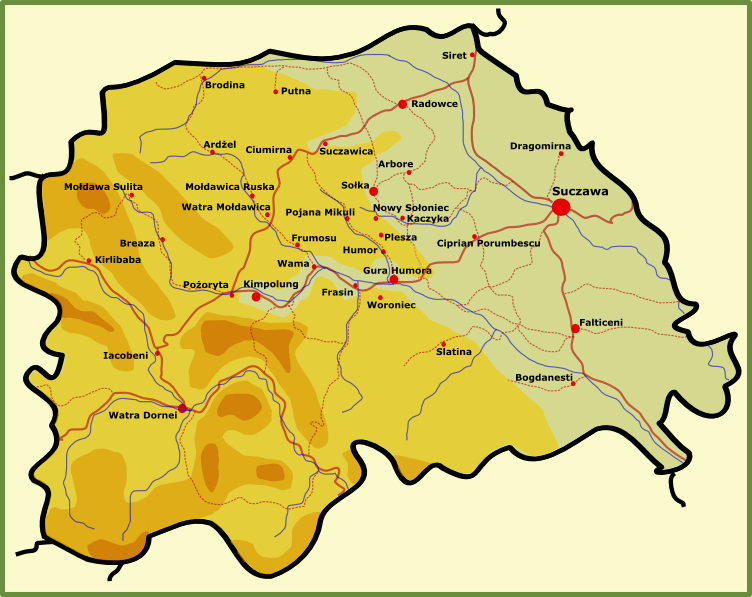
Bukowina południowa

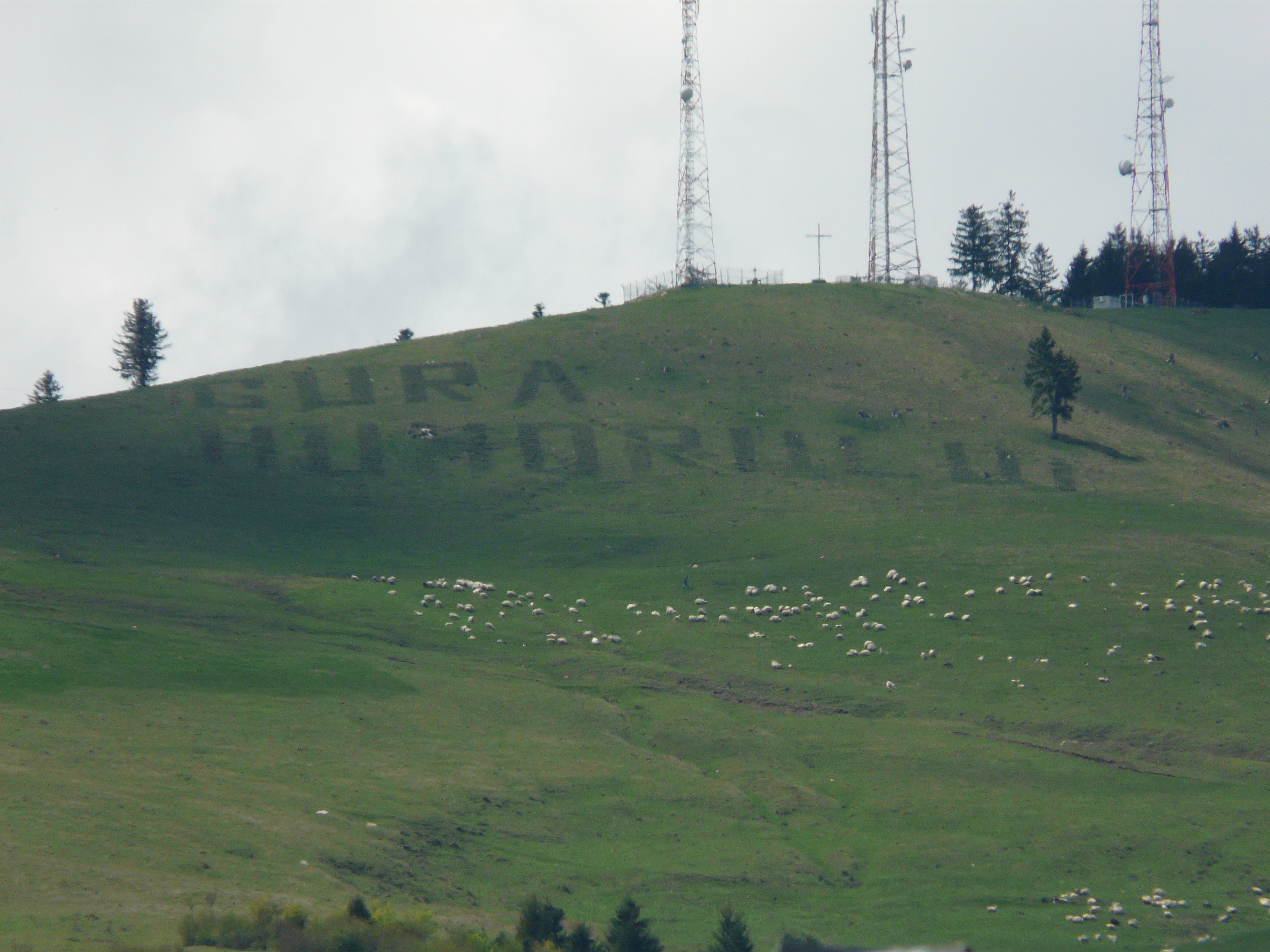
Wzgórze nieopodal Gura Humorului

Dzisiejszy okręg Suczawa, z zaznaczoną Bukowiną południową

Gura Humorului (tłum. Ujście Humoru) – miejscowość w północnej Rumunii oddalona o 30 km od Suczawy, w Bukowinie, w dolinie rzeki Mołdawy, przy ujściu rzeczki Humor.

## Historia
Po raz pierwszy wymieniana jest w 1415 w dokumencie hospodara Aleksandra Dobrego; w 1490 Stefan Wielki odkupił wieś i przekazał klasztorowi Voroneț.
Od 1782 stacjonował tu sztab wojska austriackiego na Bukowinie.
W 1820 miejscowość uzyskała przywilej na cotygodniowe targi.
29 czerwca 1831 dotarła tu grupa 544 internowanych przez Austriaków powstańców listopadowych z oddziału gen. Józefa Dwernickiego; 146 żołnierzy osiadło na stałe we wsi Sfântu Ilie koło Suczawy.
W 1880 mieszkało w nim 2672 mieszkańców, a w przeddzień I wojny światowej ok. 4 500, z czego ponad połowę stanowili Żydzi, około ćwierci Niemcy, mieszkało tu także kilkuset Polaków, dysponujących m.in. polską czytelnią.
W Gurze były już wówczas kościół parafialny rzymskokatolicki, cerkiew prawosławna i dwie synagogi. Na początku XX wieku polskim proboszczem parafii rzymskokatolickiej w Gurahomorze był ks. Klemens Swoboda.
Historia Żydów z miast Bukowiny zakończyła się równie tragicznie jak w większości innych regionów Europy Środkowej. Przybywali tu głównie w XVI i XVII wieku. Osiadali w miastach, gdzie trudnili się handlem i rzemiosłem. Podczas II wojny światowej byli deportowani przez Niemców, głównie do Auschwitz i Majdanka. Z żydowskiej gminy Gura Humorului deportowano ponad 3 000 osób. Ci, którzy przeżyli, wyemigrowali w dużej części do Izraela. W roku 1998 w Gura Humorului żyło już tylko 6 Żydów w starszym wieku.

## Zabytki
Dziś istnieją w Gura Humorului dwie cerkwie prawosławne i kościół katolicki.
Poza Gura Humorului, po prawej stronie drogi na Mănăstirea Humorului, znajduje się cmentarz żydowski z około 400 macewami. Część południowa cmentarza jest starsza – z XIX wieku.

## Połączenia
Z dworca autobusowego są połączenia z wioskami wzdłuż doliny Mołdawy i jej dopływów, a z dworca kolejowego dosyć częste połączenia z Suczawą, Kimpulungiem i Vatra Dornei.
Z Gura Humorului prowadzi prosty szlak do wsi Voroneț, przez most na Humorze w kierunku zachodnim, następnie po 1,5–2 km (w chwili, gdy kolej dobiega do szosy) – na południe. Po kilkuset metrach położony jest most nad rozległą doliną Mołdawy, a za nią początek wsi Voroneț. Na jej końcu stoi monastyr Voroneț.
Na północ od cmentarza żydowskiego znajduje się rozwidlenie dróg, z którego droga na prawo wiedzie do zamieszkałej przez Polaków wioski Pleszy.

## Ciekawostki
W 1863 w Gura Humorului urodziła się ukraińska pisarka Olha Kobylanśka; jej pomnik znajduje się w centrum miasteczka.
W mieście znajduje się filia Związku Polaków w Rumunii, a w Zespole Szkół im. Alexandru cel Bun odbywa się nauczanie języka polskiego.

## Literatura
- Przewodnik po północnej Rumunii – Bukowina i Maramuresz, OW Rewasz, Pruszków 2010

## Miasta partnerskie
- Marly-le-Roi, Francja
- Puck, Polska
- Koszęcin[6], Polska